# Лагода, Ян
Ян Ла́года, псевдоним — Свянтовит, немецкий вариант — Йоганн Вагода или Йоганн Вагоде (в.-луж. Jan Łahoda, нем. Johann Wahode, Jan Wahoda, 25 августа 1801 года, Земицы-Тумицы, Лужица, Саксония — 16 августа 1871 года, деревня Холм около города Ниски, Саксония) — лютеранский священнослужитель, лужицкий поэт, писатель, переводчик и общественный деятель.

## Биография
Родился в 1801 году в серболужицкой деревне Земицы-Тумицы в крестьянской семье. По окончании в 1821 году гимназии в Будишине до 1824 года изучал лютеранскую теологию в Лейпцигском университете. Будучи студентом, участвовал в деятельности Серболужицкого проповеднического общества. В 1823 году был одним из руководителей этой организации. После возвращения в Лужицу с 1824 по 1827 года был помощником священника в лютеранских приходах в деревнях Букецы и Радшов. С 1827 по 1832 года — настоятель прихода в деревне Вохозы и с 1832 до своей кончины в 1871 году — настоятель в деревне Холм в окрестностях города Ниски.
Похоронен на старом кладбище около храма в Холме.
Творчество и общественная деятельность
Свою литературную деятельность начал во время обучения в Лейпцигском университете. Публиковал свои стихотворные произведения и переводы немецкой классики в изданиях Серболужицкого проповеднического общества.
В 1848 году вступил в серболужицкую культурно-просветительскую организацию «Матица сербо-лужицкая». С 1849 по 1853 года публиковал свои произведения в газете «Tydźenska Nowina».
В 1831 году издал в Будишине сочинение «Rańše a wječorne modlitwy».